# Otobe
Otobe (乙部町, Otobe-chō) est un bourg du district de Nishi, situé dans la sous-préfecture de Hiyama, sur l'île de Hokkaidō, au Japon.

## Géographie

### Démographie
Au 31 mars 2015, la population d'Otobe s'élevait à 4 010 habitants répartis sur une superficie de 162,59 km2.